# Jim Crawford (autóversenyző)
Jim Crawford (1948. február 13. – 2002. augusztus 6.) skót autóversenyző.

## Pályafutása
1975-ben két futamon vett részt a Formula–1-ben. Mindkétszer a Lotus csapat autójával állt rajthoz, ám pontot egy alkalommal sem szerzett.
1980-ban és 1981-ben az európai Formula–2-es bajnokságban szerepelt. 1982-ben megnyerte a brit Formula–1-es bajnokságot.
1984 és 1995 között minden évben részt vett az indianapolisi 500 mérföldes versenyen. Ez időszak alatt nyolc alkalommal sikerült kvalifikálnia magát a futamra, legjobb eredményét az 1988-as versenyen érte el, amikor is a hatodik lett.

## Eredményei

### Teljes Formula–1-es eredménysorozata
(Táblázat értelmezése)

(Félkövér: pole-pozícióból indult; dőlt: leggyorsabb kört futott) 

| Év   | Csapat                         | Modell    | Motor             | 1   | 2   | 3   | 4   | 5   | 6   | 7   | 8   | 9   | 10     | 11  | 12  | 13     | 14  | Helyezés | Pont |
| ---- | ------------------------------ | --------- | ----------------- | --- | --- | --- | --- | --- | --- | --- | --- | --- | ------ | --- | --- | ------ | --- | -------- | ---- |
| 1975 | John Player Special Team Lotus | Lotus 72E | Ford Cosworth DFV | ARG | BRA | RSA | ESP | MON | BEL | SWE | NED | FRA | GBR Ki | GER | AUT | ITA 13 | USA |          | 0    |

### Indy 500
| Év   | Modell   | Motor     | Rajthely                | Eredmény |
| ---- | -------- | --------- | ----------------------- | -------- |
| 1984 | Theodore | Cosworth  | Nem kvalifikált         |          |
| 1985 | Lola     | Cosworth  | 27.                     | 16.      |
| 1986 | March    | Buick     | 26.                     | 29.      |
| 1987 | March    | Buick     | Edzésbaleset            |          |
| 1988 | Lola     | Buick     | 18.                     | 6.       |
| 1989 | Lola     | Buick     | 4.                      | 19.      |
| 1990 | Lola     | Buick     | 29.                     | 15.      |
| 1991 | Lola     | Buick     | 8.                      | 26.      |
| 1992 | Lola     | Buick     | 21.                     | 25.      |
| 1993 | Lola     | Chevrolet | 31.                     | 24.      |
| 1994 | Lola     | Buick     | Kiesett a kvalifikáción |          |
| 1995 | Lola     | Buick     | Kiesett a kvalifikáción |          |

## Külső hivatkozások
- Profilja a grandprix.com honlapon (angolul)
- Profilja a statsf1.com honlapon (angolul)